# 7號國道 (柬埔寨)
7號國道是柬埔寨一條國家級公路，南起磅湛省斯昆（經6A國道往南延伸至首都金邊），經磅湛過湄公河，然後繞行東部近越南邊境往北，經過桔井和上丁，至寮國邊境，與寮國13號公路對接。全長509.17公里。 
桔井至柬寮邊境、長196.8公里的路段2004年獲中國以6億人民幣無息貸款援助修建，工程由上海建工集團負責。2008年4月29日落成通車。因公司在工程方面出现偷工减料的因素，且达不到工程标准，造成目前此公路已经有部分路段严重的破坏，